# Psychotria subacuminalis
Psychotria subacuminalis är en måreväxtart som beskrevs av Johannes Müller Argoviensis. Psychotria subacuminalis ingår i släktet Psychotria och familjen måreväxter. Inga underarter finns listade i Catalogue of Life.